# Jak wytresować smoka 3
Jak wytresować smoka 3 (ang. How to Train Your Dragon: The Hidden World) – amerykański film animowany z 2019. Trzecia część cyklu Jak wytresować smoka i zarazem ostatnia z planowanej filmowej trylogii, która z kolei powstała na podstawie cyklu książek Cressidy Cowell. Film wyprodukowany przez DreamWorks Animation i Universal Pictures.

## Wersja polska
- Grzegorz Drojewski – Czkawka
- Julia Kamińska – Astrid
- Wojciech Machnicki – Grimmel
- Sebastian Cybulski – Mieczyk
- Tomasz Traczyński – Pyskacz Gbur
- Julia Hertmanowska – Szpadka
- Artur Pontek – Sączysmark
- Mateusz Narloch – Śledzik
- Izabela Warykiewicz – Valka
- Tomasz Błasiak – Eret
- Mateusz Łasowski – Ragnar

Wersja polska: Start International Polska
Reżyseria: Elżbieta Kopocińska
Tekst polski: Bartosz Wierzbięta
Dźwięk i montaż: Michał Skarżyński
Kierownictwo produkcji: Dorota Nyczek

## Odbiór

### Box office
Budżet filmu jest szacowany na 129 milionów dolarów. W Stanach Zjednoczonych i Kanadzie film zarobił prawie 161 mln USD. W innych krajach przychody wyniosły ponad 359, a łączny przychód z biletów prawie 520 milionów dolarów.

### Krytyka w mediach
Film spotkał się z pozytywną reakcją krytyków. W serwisie Rotten Tomatoes 90% z 252 recenzji jest pozytywne, a średnia ocen wyniosła 7,23/10. Na portalu Metacritic średnia ocen z 39 recenzji wyniosła 71 punktów na 100.